# 温威
温威（Vorn Vet，1934年—1978年12月），又名边托（ពេញ ធួក，Penh Thouk），原名索图（សុក ធួក，Sok Thouk），柬埔寨政治家、共产主义者。他是民主柬埔寨及红色高棉的领导人之一。
温威出生在富裕家庭，曾留学法国。1940年代末参加抗法战争。1954年5月与沙洛特绍（后来的波尔布特）相识，后来成为波尔布特的亲信。1963年，波尔布特被选举为柬埔寨共产党的总书记，温威也被选为中央委员会委员。
1971年，红色高棉在温威、宋成的指导下，在金边以外建立特区。二人共同组建红色高棉的秘密警察部队桑德巴尔。直至1975年4月以前，温威一直是康克由的直属上司。温威对后者的才能非常赞赏，任命他为特別安全局局长。在温威的命令下，康克由设立了M-13、M-99等监狱，用以审讯红色高棉发现的敌人。
1975年4月17日，红色高棉夺取金边，温威被任命为副总理，主管经济事务。同年9月当选党中央委员会常务委员。1978年11月1日至2日，他再次当选常委。不过在翌日早晨，塔莫克率兵闯入他的家中将其逮捕，投入S-21监狱。根据证言，他被怀疑密谋发动政变，因此农谢派塔莫克前去逮捕他。
在S-21，康克由命人对温威施加审讯，期间温威怒斥康克由是“杀人犯”。同年12月，温威供认自己伙同东部大区书记索平阴谋实施破坏行动，并诬告了数人。随后他遭到处决。